# 江宏傑
江宏傑（1989年2月22日—）是台灣的男子桌球選手、藝人，生於新竹市。現為合作金庫商業銀行桌球隊隊員。國際桌球總會世界排名單打最高為第47名（2014年11月）。2022年5月，在台北南港成立桌球館 ONWARD tt 乒乓吧（onward table tennis）。

## 生平
江宏傑效力過台灣桌球代表隊、合作金庫商業銀行桌球隊、德國俱樂部職業甲聯球隊（TTC HAGEN）以及捷克頂級職業聯賽（Ostrava 2016）成員及日本職業聯賽（琉球Asteeda）隊員。畢業於國立臺南第一高級中學附設進修部，曾於長榮大學、中國文化大學及國立彰化師範大學應用運動科學碩士班進修，目前正就讀國立屏東科技大學休閒運動健康系碩士班。
2017年，與華研國際音樂簽約，轉型為藝人。2018年與配偶福原愛參加中國大陆節目《幸福三重奏》，2020年在體育競技實境節目《全明星運動會》擔任紅隊領隊。
2022年5月，於台北南港成立桌球館 ONWARD tt 乒乓吧，並親自教課，希望把桌球變成全民運動。
2023年與華研國際音樂的合約到期。2024年，加盟炎亞綸創立之晴空鳥經紀公司。

## 個人生活
2016年9月1日，與日本桌球選手福原愛於東京登記結婚。9月21日，雙方於東京正式公開結婚訊息。2017年1月1日，雙方於臺北市晶華酒店舉行婚宴。2月5日，在千葉縣浦安市東京迪士尼度假區內的迪士尼大使大飯店舉行婚宴。10月13日，長女出生。2019年4月8日，長子出生。
2021年2月25日，江宏傑對於婚姻問題回應，福原愛是受日本奧運國家隊徵召返日，而福原愛將於三月返台。3月3日，日本媒體《週刊文春》網路版報導，福原愛已經在2021年1月提出離婚協議。兩人所屬的經紀公司「華研國際」表示兩人並未離婚。
2021年7月8日，晚間所屬華研國際發出兩人聯合聲明：「我們已經結束彼此的婚姻關係，接下來仍會共同監護二位孩子。謝謝大家一直以來的關心，也請求外界給予二位年幼的孩子私人的空間。抱歉個人私事造成紛擾，後續如有惡意捏造、散播不實謠言者，我們亦將追究其法律責任。」
2024年3月15日透過官方聲明已與福原愛達成和解共識，跨國離婚官司正式落幕。

## 比賽經歷
根據國家運動訓練中心資料：
- 2007年中國公開賽男子21歲組冠軍
- 2014年世界桌球錦標賽男子團體第三名
- 2014年亞洲運動會男子團體第三名

世大運戰績：
- 2007年曼谷世大運：男雙銀牌（與吳志祺搭檔）、男子團體銀牌（莊智淵、張雁書、江宏傑、吳志祺、賴冠坤）[13]
- 2009年貝爾格勒世大運：男單金牌，混雙金牌（與黃怡樺搭檔）
- 2013年喀山世大運：男雙金牌（與黃聖盛搭檔）
- 2015年光州世大運：男雙金牌（與黃聖盛搭檔）、混雙銀牌（與陳思羽搭檔）、男子團體銅牌（江宏傑、陳建安、黃聖盛、廖振珽、楊恆韋）

## 演出作品

### 電影
| 年份   | 電影名稱 | 飾演     | 性質 | 導演   | 備註 |
| ------ | -------- | -------- | ---- | ------ | ---- |
| 2024年 | 乒乓男孩 | 歐陽教練 |      | 洪伯豪 |      |

### 綜藝節目
| 年份   | 播出頻道 | 名稱                     | 備註                       |
| ------ | -------- | ------------------------ | -------------------------- |
| 2018年 | 騰訊视频 | 幸福三重奏               | 第一季，與福原愛一同參加。 |
| 2024年 | 中視主頻 | 飢餓遊戲 (電視節目)      |                            |
| 2024年 | 台視主頻 | 嗨！營業中第四季         |                            |
| 2024年 | Hakka TV | 《廚師的迫降：客家廚房》 |                            |

## 主持節目
| 年份        | 播出頻道            | 名稱               | 備註 |
| ----------- | ------------------- | ------------------ | --- |
| 2020-2022年 | 台視、三立都會台    | 全明星運動會       | 第一季、第二季、第三季、第四季，紅隊領隊。                                                                           |
| 2021年      | 台視、TVBS歡樂台    | 全明星觀察中       | 第一季，與小春、大元、小豬黃沐妍、林敬倫、小樂吳思賢、粿粿同居14天，以24小時不斷電錄影模式，觀察七位明星的日常活動。 |
| 2021年      | 三立都會台          | 就是這味           | 代班主持，搭檔姚元浩。                                                                                               |
| 2023年      | 客家電視台、LINE TV | 可可樹下的奇幻小店 | 與柯有倫、李霈瑜、黃湘婷搭檔主持於2023年12月22日首播                                                                 |
| 2024年      | 台視                | 全員請上車         | 與納豆、王少偉、李易、張立東、鯰魚哥、花花、大元、哈孝遠、風田、黃豪平、楊銘威、吳姍儒搭檔主持                       |

## 廣告作品
- 一家人益生菌
- 拜維佳B群發泡錠
- 達特楊眼科聯盟TransPRK近視雷射

## 時尚活動/公益活動
- 2024 Taipei時裝周show

### 舞台劇
- 鄧惠文作品改編：婚內失戀（2024年5/9 特別嘉賓-台北水源劇場公演）

## 獎項紀錄
| 年份   | 獲提名           | 獎項                                | 結果 |
| ------ | ---------------- | ----------------------------------- | ---- |
| 2022年 | 《全明星運動會》 | 第57屆金鐘獎 益智及實境節目主持人獎 | 提名 |

## 外部連結
- 江宏傑在国际奥林匹克委员会的资料
- 江宏傑的Facebook專頁
- 江宏傑的新浪微博
- 江宏傑的Instagram帳戶
- YouTube上的江宏傑頻道
- 江宏傑在互联网电影资料库（IMDb）上的資料（英文）

- 晴空鳥的Instagram帳戶